# Padberg (Adelsgeschlecht)

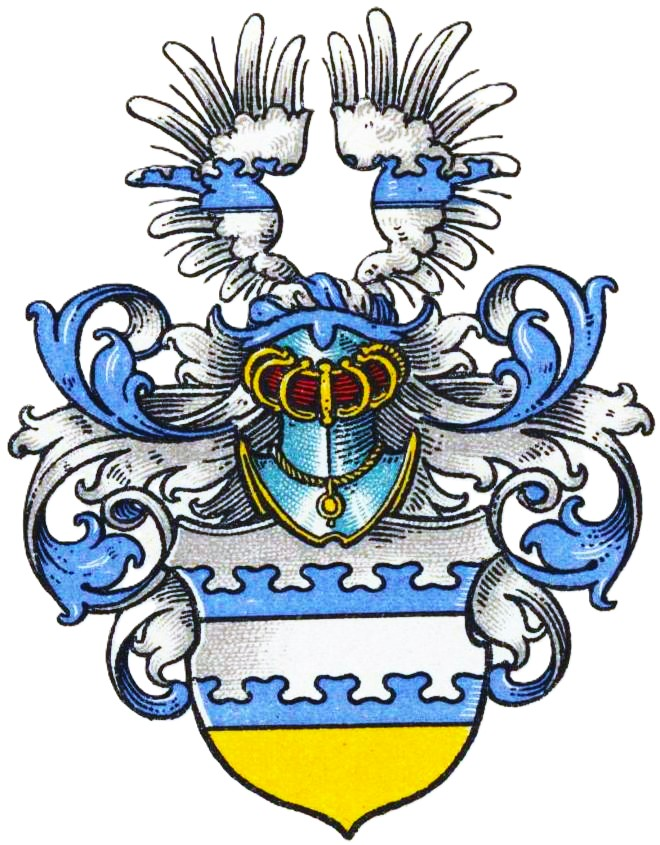
Wappen derer von Padberg im Wappenbuch des Westfälischen Adels

Padberg (auch Padtberg) ist der Name eines westfälischen Adelsgeschlechtes, das seinen Anfang als Kurkölner Ministeriale und Burgmannen auf der Burg Padberg in dem gleichnamigen Ort Padberg bei Marsberg nahm. Das Geschlecht ist nicht mit dem der 1113 ausgestorbenen Grafen von Padberg verwandt.

## Geschichte

### Die Grafen von Padberg
Erstmals taucht der Name Padberg (auch Badberch, Badperch, Bathbergh, Pattberch) urkundlich am 1. Juni 1030 auf, als ein Landbesitz im Ittergau des Grafen Bernhard, Badperch genannt, an den Paderborner Bischof Meinwerk übertragen wurde. 1101 schenkte Graf Erpo von Padberg seine Eigenkirche zu Werdohl (Vorgängerbau der Kilianskirche) sowie Grundbesitz dem Kloster Boke (1104 verlegt nach Flechtdorf, einem heutigen Ortsteil von Diemelsee in Nordhessen).

### Die Herren von Padberg
Die Burg Padberg auf der steilen Kuppe des Padberges (auch „Alter Hagen“ genannt), zwischen den Tälern von Hoppecke und Diemel, war die Stammburg des zweiten Geschlechts von Padberg. Urkundlich wurde die Burg erstmals genannt, als Beatrix von Nidda nach dem Tod ihres Mannes Erpo von Padberg († 1113) die Burg und Herrschaft Padberg an den Kölner Erzbischof Friedrich I. verkaufte. Die Erzbischöfe belegten die Burg mit ihren eigenen Ministerialen, die sich später nach der Burg nannten. Die belegbare Stammreihe dieses Ministerialengeschlechts beginnt im Jahr 1165 mit Gottschalk von Padberg. Die Herren von Padberg lassen sich durch Titel (nobilis) und durch ihre Eheschließungen in den ersten Generationen als altadlig ausweisen.
Anfang des 14. Jahrhunderts entstanden zwei Zweige des Geschlechts der Herren von Padberg, der des Alten Hauses und der des Neuen Hauses. Der jüngere Zweig errichtete eine Burg auf dem Neuenhagen. Das Dorf Padberg, das 1263 von den Herren von Padberg die Stadtrechte erhielt, lag eingebettet zwischen den beiden Burgen.

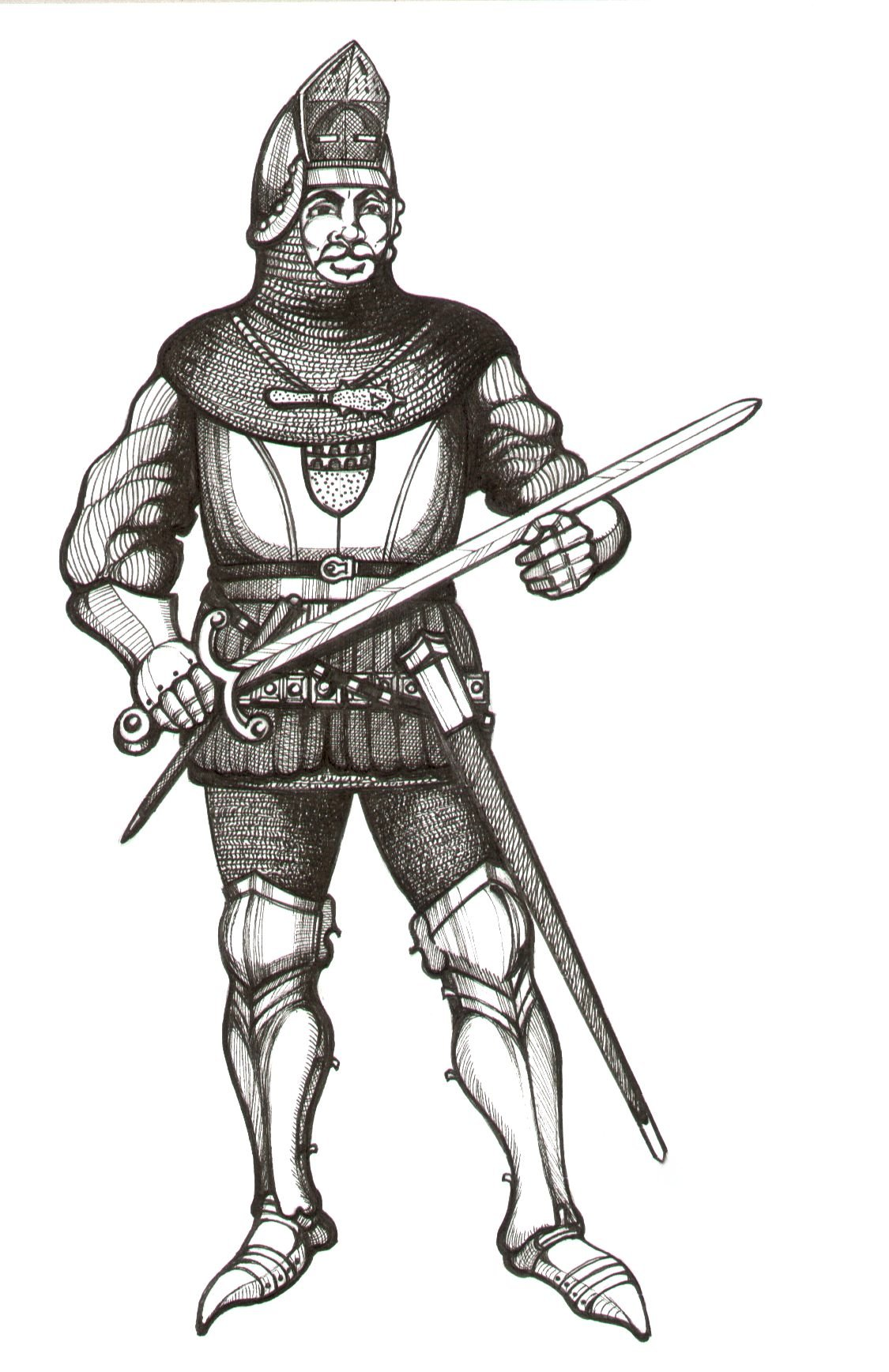
Friedrich III. vom Alten Haus Padberg, einer der Führer der Bengler (Rekonstruktion 2007, nach Vorbild der rechten Figur auf der Grabplatte des Fürstbischofs Rupert von Berg im Dom zu Paderborn)

Die Padberger spielten eine führende Rolle in den Hörner-, Falken- und Bengler-Gesellschaften des ausgehenden 14. Jahrhunderts und in der Padberger Fehde des frühen 15. Jahrhunderts. 1391 gründen Friedrich vom Alten Haus Padberg, Kurt Spiegel zum Desenberg und Rabe von Canstein die Bengler Gesellschaft. Die Gründung dieses Adelsbundes wurde offenbar vor allem von Kurt Spiegel zum Desenberg betrieben, der als mainzischer Landvogt damit Unterstützung in der mainzisch-hessischen Auseinandersetzung organisierte. Allerdings war der Mainzer Erzbischof Konrad II. eher auf Ausgleich mit dem hessischen Landgrafen bedacht, und an der eigentlichen Benglerfehde nahm Kurt Spiegel zum Desenberg nicht teil. Die Bengler wurden im Juli 1392 von den Truppen des Paderborner Bischofs besiegt.
Im Zeitraum 1250 bis 1397 galt die Burg Padberg als uneinnehmbar und war eine der vier Säulen des Erzbistums Köln. 1397 wurden die Herren von Padberg vom Kölner Erzbischof Friedrich III. von Saarwerden unterworfen und neu belehnt. 
Nach 1350 kamen die Herren von Padberg in den Besitz der Burg Ober-Ense bei Korbach. Als sie diese 1410 dem Kölner Erzbischof Friedrich III. zu Lehen auftrugen, führte das zum Krieg mit dem Grafen Heinrich VII. von Waldeck, weil dieser keinen Sitz der Kölner in seinem Gebiet duldete. Diese Fehde endete für die Herren von Padberg mit einer Niederlage. Sie mussten sich den Grafen von Waldeck unterwerfen, die so in der Folgezeit, ebenso wie der Kölner Erzbischof, in den teilweisen Besitz Padbergs gelangten.
Dennoch gab es immer wieder Übergriffe der allmählich verarmenden Padberger, die sich dadurch den Ruf von Raubrittern erwarben, in das Gebiet der Waldecker. Nach einem erneuten großen Viehdiebstahl im Bereich Korbach erlitten die Padberger am 20. Juni 1413 in der so genannten Padberger Fehde eine erneute Niederlage, bei der auch Friedrich von Padberg von den Korbachern gefangen genommen wurde.
1427 konnten sich die Padberger noch einmal kurzzeitig von der kölnischen Oberherrschaft befreien, bevor sie 1473 erneut unterworfen wurden und die kölnische Lehnshoheit und die Zugehörigkeit zum kölnischen Herzogtum Westfalen anerkennen mussten.
Im März 1516 war Götz von Berlichingen drei Tage auf der Burg zu Gast bei Johann und Friedrich von Padberg. Er befand sich seit dem Vorjahr in einer Fehde mit dem Mainzer Erzbischof Albrecht. Kurz nach seinem Besuch bei den Padbergern überfiel Götz vor der Wetterburg bei Arolsen den Grafen Philipp II. von Waldeck, einen Verbündeten des Erzbischofs, nahm ihn gefangen und ließ ihn erst nach langer Zeit und gegen ein Lösegeld von 8.900 Dukaten wieder frei. Von diesem Lösegeld soll er sich am 13. April 1517 die Burg Hornberg am Neckar gekauft haben. Für diesen Überfall wurde Götz am 11. Februar 1518 erneut geächtet.
Um 1550 waren die beiden Burgen, Altes Haus und Neues Haus (auf dem Neuen Hagen), so verfallen, dass Johann von Padberg sie verließ und nach Beringhausen zog. Er ließ ein neues Haus Padberg errichten, welches nach seinem Tode zu gleichen Teilen an seine Söhne fallen sollte. Johann starb 1557, und seine Söhne teilten sich die Herrschaft: Philipp erhielt das Oberhaus (Sparrenburg), Friedrich das Unterhaus.
1801 kaufte die Witwe des Josef von Padberg vom Oberen Haus das Untere Haus; seitdem sind die beiden Häuser vereint. Ein Jahr später heiratete ihre Erbin Regina Dorothea Franziska von Padberg zu Padberg den Grafen Maximilian Franz Droste zu Vischering; damit fiel das Haus Padberg an dessen Familie.
Der letzte männliche Nachkomme des Geschlechts war Friedrich „Fritz“ von Padberg aus der Linie Helminghausen. Er war Gutsbesitzer des Gutes Karlsfelde, Strasburg (Uckermark), 1843 wird das Haus des Karl Friedrich Keibel im Amtsblatt der Reg. Potsdam S. 22 genannt. Er verstarb nach dem Zweiten Weltkrieg als Zwangsarbeiter in Ostpreußen mit seiner Tochter Lilli.
Schon seit dem 16. Jh. gibt es bürgerliche Familien Padberg im Herzogtum Westfalen und der Grafschaft Waldeck, bei denen es sich wohl auch um Nachkommen der Adelsfamilie handelt. Die Hauptzweige der Familie Padberg aus Küstelberg nahmen eine besondere gesellschaftliche Stellung im Raum Medebach, Gericht Oberkirchen und der Grafschaft Bigge ein. Sie waren ab 1550 mehrfach im Amt als Freischöffe, Bauernrichter, Amtsführer, Bürgermeister, Schultheiß, Jäger, Holzförster, Gerichtsschreiber und Rentmeister. Ihr von alters her geführtes Familienwappen weist Ähnlichkeit mit dem Wappen der uradligen Familie von Padberg auf. Zwei Mitglieder dieses Zweiges wurden im letzten Viertel des 19. Jahrhunderts in den preußischen Adelsstand erhoben.

## Linien
- Altes Haus Padberg
- Neues Haus Padberg
- Scharfenberg (Burg Scharfenberg)
- Adorf (Burg Adorf)
- Padberg zu Wildshausen (Burg Wildshausen)
- Padberg zu Schellenstein (Schloss Schellenstein)
- Oberhaus Padberg
- Unterhaus Padberg
- Padberg zu Hoppecke
- Padberg zu Ottlar
- Padberg zu Helminghausen

## Wappen
Das Padbergwappen ist erstmals bekannt von einem Siegel von 25. Juli 1231 (Kloster Bredelart). Über goldenem Schildfuß zwei Reihen Altfeh (Silber und Blau); auf dem gekronten Helm mit blau-silbernen Decken ein offener Flug, besetzt mit ein Reih Altfeh. Darstellungen aus dem 15. Jahrhundert zeigen auch zwei Büffelhörner oder zwei Feder als Helmzier. Das Stammwappen blieb fast unverändert bis ins 18. Jahrhundert.
Ab dem 16. Jahrhundert wurde das Wappen der Familie Padberg oft wiedergegeben mit sog. „Doppeltwolken“ auch genannt „Padtbergische Wolken“. So ist es auch zu finden bei Max von Spießen im Wappenbuch des westfälischen Adels.

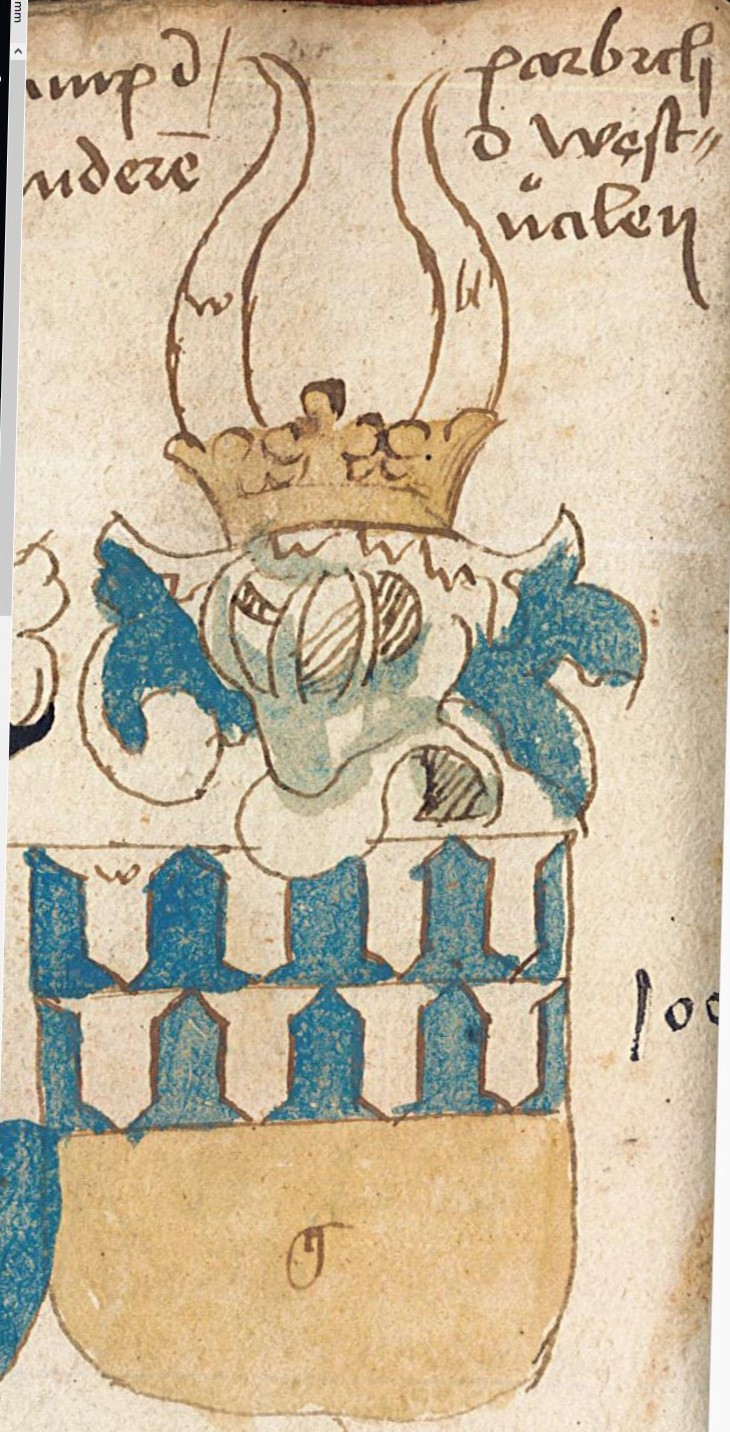
Armorial Bayhardt or 'Wappencodex des Grafen von Virmundt', ca. 1600

Das Wappen findet sich auch in den mittelalterlichen Wappenbüchern Gelre, Bellenville, Bergshammar, Grünenberg, Beyssel und Bayhart, auf verschiedenen Aufschwörungstafeln im Landesarchiv Nordrhein-Westfalen Abteilung Westfalen, auf Grabplatten in der alten Padberger Kirche, in der Rhenaer Kirche von dem Formschneider und Gießer Conrad Luckeln, sowie in Dalwigksthal, im Fritzlarer Dom, in der Marienkirche Höxter, der Halsted Kirche in Lolland (DK) und in der Melanchtonkirche Bochum, am Chorgestühl von Cappenberg, und auf einem Schrank im Schloss Melschede.

## Adlige von Padberg
- Gottschalk I. von Padberg (urk. 1165–1196/ † 1201), Stifter des Klosters Bredelar
- Gottfried von Padberg/Scharfenberg (urk. 1292–1343), Propst des Klosters Küstelberg 1292, Propst des Klosters Glindfeld 1298, Abt des Klosters Grafschaft 1325–1343
- Dietrich von Adorf (urk. 1316–1349), Abt des Klosters Bredelar 1326–1349
- Gottschalk I. vom Neuen Haus Padberg (urk. 1284–1342), Ritter ab 1319, Kämmerer des Erzbischofs von Köln 1286
- Anselm von Padberg (urk. 1284– † 1342), Kämmerer des Erzbischofs von Köln 1286
- Johann I. der Ältere vom Alten Haus Padberg (urk. 1320 – † 1342), Ritter ab 1335, Rat und Burgmann zu Marburg 1335, Kölnischer Amtmann 1335
- Gottschalk I. vom Alten Haus Padberg, Propst von Corvey 1316–1349
- Johann I. vom Neuen Haus Padberg (urk. 1322 – † 1368), Marschall von Westfalen 1356–1358, Freigraf in Padberg 1359–1360
- Friedrich I. vom Neuen Haus Padberg (urk. 1335–1391), Hessischer Amtmann zu Esebeck 1371
- Friedrich III. der Ältere vom Alten Haus Padberg (urk. 1349–1393), Ritter ab 1391, Führer der Falken- und Benglerbünde
- Friedrich V. vom Alten Haus Padberg (urk. 1366–1417; † 1420), Amtmann zu Medebach 1403 und Frankenberg 1410
- Johann III. vom Alten Haus Padberg (1366 – † 20. Juni 1413) gefallen in der Padberger Fehde, Amtmann zu Medebach 1403 und Frankenberg 1410–1411
- Friedrich VI. vom Alten Haus Padberg (urk. 1411–1455/ † 1458), Amtmann zu Frankenberg 1436, 1456
- Johann III. vom Alten Haus Padberg (1414 – † 1466), Amtmann zu Frankenberg 1436, 1456–1458
- Friedrich VII. vom Alten Haus Padberg (urk. 1450–1475), Amtmann zu Frankenberg 1458
- Conrad vom Alten Haus Padberg (urk. 1466–1483; † vor 1493), Amtmann zu Frankenberg 1458
- Ernst Christoph von Padberg zu Ottlar (1624–1672), Waldeckischer Oberforstmeister
- Friedrich Ernst von Padberg zu Ottlar († 1716), Waldeckischer Rat und Hofrichter 1710, Landdrost 1715, Regierungspräsident in Mengeringhausen, seit 1712
- Maximilian Heinrich von Padberg zu Schellenstein, (1666–nach 1704), Hauptmann der Kavallerie im kurfürstlich-kölschen Dienst 1704, kurfürstlicher Rat zu Bonn
- Karl Wilhelm Bernhard Ludwig von Padberg zu Helminghausen (1725–1794), Waldeckischer Landdrost
- Raban Carl Ernst Ludwig von Padberg zu Helminghausen (1775–1829), Waldeckischer Landdrost
- Ludwig Philipp Carl Friedrich von Padberg zu Helminghausen (1810–1873), Waldeckischer Kammerherr und Hofmarschall
- Friedrich Ludwig von Padberg zu Helminghausen und Hoppecke (1816–1886), preußischer Amtsgerichtsrat
- Alexander von Padberg (1832–1912), bürgerlicher Herkunft, Familie aus Küstelberg im Sauerland, preußischer Regierungsrat in Magdeburg, 1876 geadelt.
- Gustav von Padberg (1837–1891), Bruder von Alexander, Ehemann einer unehelichen Tochter von Herzog Ernst II. von Sachsen-Coburg, 1882 durch den preußischen König geadelt, Chef des Hofamtes, des Oberhofmarschallamts und der Schloßhauptmannschaft auf der Ehrenburg zu Coburg.